# Rejlijevo rasejanje
Rejlijevo rasejanje je elastično rasejanje elektromagnetnog zračenja, između ostalog i svetlosti, koje se ispoljava na česticama mnogo manjih dimenzija od talasne dužine zračenja. Čestica postaje mali dipol koji zrači, a zračenje se vidi kao rasejana svetlost. 
Do ovog rasejanja dolazi kada svetlost putuje kroz providne tečnosti ili čvrsta tela, npr. aerogel, ali se ipak se najčešće viđa u gasovima. Plava nijansa na dnevnom nebu i crvenilo pri zalasku sunca se javlja zbog Rejlijevog rasejanja. Ova pojava je nazvana po britanskom fizičaru nobelovcu, Lordu Rejliju.
Rejlejevo rasejanje sunčeve svetlosti u Zemljinoj atmosferi izaziva difuzno zračenje neba, što je razlog plave boje dnevnog i sumračnog neba, kao i žućkaste do crvenkaste nijanse niskog Sunca. Sunčeva svetlost je takođe podložna Ramanovom rasejanju, koje menja rotaciono stanje molekula i dovodi do efekata polarizacije.
Rasipanje česticama čija je veličina uporediva ili veća od talasne dužine svetlosti obično se tretira Mi teorijom, diskretnom dipolnom aproksimacijom i drugim računskim tehnikama. Rejlejevo rasejanje se primenjuje na čestice koje su male u odnosu na talasne dužine svetlosti i koje su optički „meke” (tj. sa indeksom prelamanja blizu 1). Teorija anomalne difrakcije primenjuje se na optički meke, ali veće čestice.

## Istorija
Godine 1869, dok je pokušavao da utvrdi da li je bilo kakav zagađivač ostao u prečišćenom vazduhu koji je koristio za infracrvene eksperimente, Džon Tindal je otkrio da je jarko svetlo koje se rasipa nanoskopskim česticama slabo plavo obojeno. Pretpostavio je da je slično rasipanje sunčeve svetlosti dalo nebu njegovu plavu nijansu, ali nije mogao da objasni sklonost plavoj svetlosti, niti atmosferska prašina može da objasni intenzitet boje neba.
Godine 1871, Lord Rejli je objavio dva rada o boji i polarizaciji svetlarnika da bi kvantifikovao Tindalov efekat u kapljicama vode u smislu zapremine sitnih čestica i indeksa prelamanja. Godine 1881, uz pomoć dokaza Džejmsa Klerka Maksvela o elektromagnetnoj prirodi svetlosti iz 1865, pokazao je da njegove jednačine slede iz elektromagnetizma. Godine 1899. pokazao je da se primenjuju na pojedinačne molekule, pri čemu su termini koji sadrže zapremine čestica i indekse prelamanja zamenjeni terminima za molekularnu polarizaciju.

## Aproksimacija parametara male veličine
Veličina čestice rasejanja se često parametrizuje odnosom
{\displaystyle x={\frac {2\pi r}{\lambda }}}
gde je r poluprečnik čestice, λ talasna dužina svetlosti i x je bezdimenzionalni parametar koji karakteriše interakciju čestice sa upadnim zračenjem tako da: Objekti sa x ≫ 1 deluju kao geometrijski oblici, rasejavajući svetlost prema svojoj projektovanoj površini. Na srednjem nivou x ≃ 1 Mi rasejanja, efekti interferencije se razvijaju kroz faze varijacije na površini objekta. Rejlejevo rasejanje se primenjuje u slučaju kada je čestica rasejanja veoma mala (x ≪ 1, sa veličinom čestice < 1/10 talasne dužine) i cela površina ponovo zrači istom fazom. Pošto su čestice nasumično pozicionirane, rasejana svetlost stiže u određenu tačku sa nasumičnom kolekcijom faza; ona je nekoherentan i rezultujući intenzitet je samo zbir kvadrata amplituda svake čestice i stoga je proporcionalan inverznom četvrtom stepenu talasne dužine i šestom stepenu njene veličine. Zavisnost talasne dužine je karakteristična za dipolno rasejanje i zavisnost zapremine će se primeniti na bilo koji mehanizam rasejanja. Detaljnije, intenzitet svetlosti rasejane bilo kojom od malih sfera prečnika d i indeksa prelamanja n iz snopa nepolarizovane svetlosti talasne dužine λ i intenziteta I0 je data kao
{\displaystyle I=I_{0}{\frac {1+\cos ^{2}\theta }{2R^{2}}}\left({\frac {2\pi }{\lambda }}\right)^{4}\left({\frac {n^{2}-1}{n^{2}+2}}\right)^{2}\left({\frac {d}{2}}\right)^{6}}
gde je R rastojanje do čestice i θ je ugao rasejavanja. Usrednjavanje ovoga po svim uglovima daje Rejlijev poprečni presek rasejanja
{\displaystyle \sigma _{\text{s}}={\frac {2\pi ^{5}}{3}}{\frac {d^{6}}{\lambda ^{4}}}\left({\frac {n^{2}-1}{n^{2}+2}}\right)^{2}}
Deo svetlosti rasejane rasejavanjem čestica na jediničnoj dužini putovanja (npr. metar) je broj čestica po jedinici zapremine N puta poprečni presek. Na primer, glavni sastojak atmosfere, azot, ima Rejlijev poprečni presek od 5,1×10−31 m2 na talasnoj dužini od 532 nm (zeleno svetlo). To znači da će pri atmosferskom pritisku, gde ima oko 2×1025 molekula po kubnom metru, oko 10−5 frakcija svetlosti biti rasejano za svaki metar putovanja.
Jaka zavisnost rasejanja od talasne dužine (~λ−4) znači da su kraće (plave) talasne dužine rasejane jače od dužih (crvenih) talasnih dužina.

## Od molekula
Gornji izraz se takođe može napisati u smislu pojedinačnih molekula izražavanjem zavisnosti od indeksa prelamanja u vidu molekularne polarizabilnosti α, proporcionalne dipolnom momentu izazvanom električnim poljem svetlosti. U ovom slučaju, Relejev intenzitet rasejanja za jednu česticu je dat u CGS jedinicama pomoću
{\displaystyle I=I_{0}{\frac {8\pi ^{4}\alpha ^{2}}{\lambda ^{4}R^{2}}}(1+\cos ^{2}\theta ).}

## Efekat fluktuacija
Kada se dielektrična konstanta {\displaystyle \epsilon } određenog regiona zapremine {\displaystyle V} razlikuje od prosečne dielektrične konstante medija {\displaystyle {\bar {\epsilon }}}, onda će se bilo koja upadna svetlost rasejavati prema sledećoj jednačini
{\displaystyle I=I_{0}{\frac {\pi ^{2}V^{2}\sigma _{\epsilon }^{2}}{2\lambda ^{4}R^{2}}}{\left(1+\cos ^{2}\theta \right)}}
gde {\displaystyle \sigma _{\epsilon }^{2}} predstavlja varijansu fluktuacije dielektrične konstante {\displaystyle \epsilon }.

## Literatura
- Ahrens, C. Donald (1994). Meteorology Today: an introduction to weather, climate, and the environment (5th изд.). St. Paul MN: West Publishing Company. стр. 88-89. ISBN 978-0-314-02779-5.
- Ditchburn, R.W. (1963). Light (2nd изд.). London: Blackie & Sons. стр. 582–585. ISBN 978-0-12-218101-6.
- Chakraborti, Sayan (септембар 2007). „Verification of the Rayleigh scattering cross section”. American Journal of Physics. 75 (9): 824—826. Bibcode:2007AmJPh..75..824C. S2CID 119100295. arXiv:physics/0702101 . doi:10.1119/1.2752825.
- Ahrens, C. Donald (1994). Meteorology Today: an introduction to weather, climate, and the environment (5th изд.). St. Paul MN: West Publishing Company. стр. 88–89. ISBN 978-0-314-02779-5.
- Lilienfeld, Pedro (2004). „A Blue Sky History”. Optics and Photonics News. 15 (6): 32—39. doi:10.1364/OPN.15.6.000032. Gives a brief history of theories of why the sky is blue leading up to Rayleigh's discovery, and a brief description of Rayleigh scattering.
- Strutt, J.W (1871). „XV. On the light from the sky, its polarization and colour”. The London, Edinburgh, and Dublin Philosophical Magazine and Journal of Science. 41 (271): 107—120. doi:10.1080/14786447108640452.
- Strutt, J.W (1871). „XXXVI. On the light from the sky, its polarization and colour”. The London, Edinburgh, and Dublin Philosophical Magazine and Journal of Science. 41 (273): 274—279. doi:10.1080/14786447108640479.
- Strutt, J.W (1871). „LVIII. On the scattering of light by small particles”. The London, Edinburgh, and Dublin Philosophical Magazine and Journal of Science. 41 (275): 447—454. doi:10.1080/14786447108640507.
- Rayleigh, Lord (1881). „X. On the electromagnetic theory of light”. The London, Edinburgh, and Dublin Philosophical Magazine and Journal of Science. 12 (73): 81—101. doi:10.1080/14786448108627074.
- Rayleigh, Lord (1899). „XXXIV. On the transmission of light through an atmosphere containing small particles in suspension, and on the origin of the blue of the sky”. The London, Edinburgh, and Dublin Philosophical Magazine and Journal of Science. 47 (287): 375—384. doi:10.1080/14786449908621276.
- Polarization Patterns of the Twilight Sky. Cronin T.W. et al., 2005, SPIE, 5888, 389
- Polarization patterns of the summer sky and its neutral points measured by full-sky imaging polarimetry in Finnish Lapland north of the Arctic Circle. Gál J. et al. 2001, Proc. R. Soc. Lond. 457, 1385
- Polarized radiance distribution measurement of skylight. Liu Y. & Voss K., 1997, ApOpt, 36, 8753
- How the clear-sky angle of polarization pattern continues underneath clouds: full-sky measurements and implications for animal orientation. Pomozi, I. et al., 2001, J. Exp. Biol., 204, 2933